# OpenCourseWare
Open CourseWare (o anche OCW) è un termine che indica il materiale didattico di livello universitario che un ateneo pubblica on-line suddividendolo per corso e permettendone la libera diffusione, secondo la filosofia degli Open software. Coniato in seguito al MIT OpencourseWare, progetto del Massachusetts Institute of Technology, il termine ha poi etichettato una categoria che presenta diverse forme espressive e usufruisce delle possibilità offerte da Internet (avvalendosi anche di YouTube e iTunes).
Secondo quanto riportato dal sito ufficiale, un progetto OCW:
- è una pubblicazione digitale libera e aperta di materiale educativo di alta qualità, organizzato in corsi;
- è disponibile per l'uso e per il riadattamento sotto una licenza aperta;
- generalmente non fornisce certificazione o accesso ai professori.